# Campeonato Sul-Americano de Futebol de 1927
O Campeonato Sul-Americano de Futebol de 1927 foi a 11ª edição da competição entre seleções da América do Sul realizada entre 30 de outubro e 27 de novembro de 1927.
Participaram da disputa quatro seleções: Argentina, Bolívia, Peru e Uruguai. As seleções jogaram entre si em turno único. O Brasil não participou. A Seleção Argentina foi a campeã.
A competição foi classificatória para os os Jogos Olímpicos de 1928. A Seleção Argentina, campeão, passou por um período intenso de preparação antes do torneio, com quinze dias de trabalhos físicos, prática incomum na época, e oito dias de viagem até o Peru.

## Organização

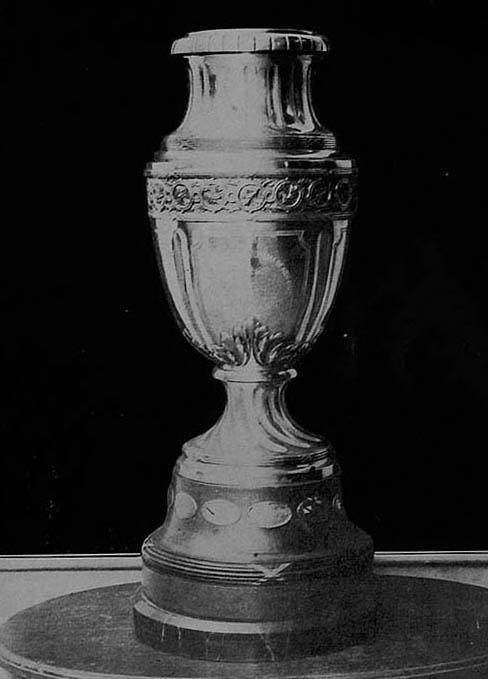
Imagem do troféu entregue ao campeão.

### Sede
| Lima                     |
| ------------------------ |
| Estádio Nacional do Peru |
| Capacidad: 40 000        |
|                          |

### Árbitros
A lista de árbitros foi a seguinte:
- Benjamín Fuentes
- Consolato Nay Foino
- David Thurner
- Alberto Parodi
- Victorino Gariboni

## Seleções Participantes
Argentina
Bolivia
Peru
Uruguai

## Tabela
- 30/10 -  Argentina 7-1  Bolívia
- 01/11 -  Uruguai 4-0  Peru
- 06/11 -  Uruguai 9-0  Bolívia
- 13/11 -  Peru 3-2  Bolívia
- 20/11 -  Argentina 3-2  Uruguai
- 27/11 -  Argentina 5-1  Peru

## Classificação
| Equipo    | Pts | PJ | PG | PE | PP | GF | GC | Dif |
| --------- | --- | -- | -- | -- | -- | -- | -- | --- |
| Argentina | 6   | 3  | 3  | 0  | 0  | 15 | 4  | 11  |
| Uruguai   | 4   | 3  | 0  | 2  | 1  | 15 | 3  | 12  |
| Peru      | 2   | 3  | 1  | 0  | 2  | 4  | 11 | -7  |
| Bolívia   | 0   | 3  | 0  | 0  | 3  | 3  | 19 | -16 |

| Campeonato Sul-Americano de Futebol de 1927 |
| ------------------------------------------- |
| Argentina Campeão (3º título)               |

### Goleadores
| Jogador              | Seleção | Gols |
| -------------------- | ------- | ---- |
| Segundo Luna         | ARG     | 3    |
| Alfredo Carricaberry | ARG     | 3    |
| Héctor Scarone       | URU     | 3    |
| Roberto Figueroa     | URU     | 3    |
| Pedro Petrone        | URU     | 3    |

### Melhor jogador do torneio
- Manuel Seoane